# Reserva nacional de fauna andina Eduardo Abaroa

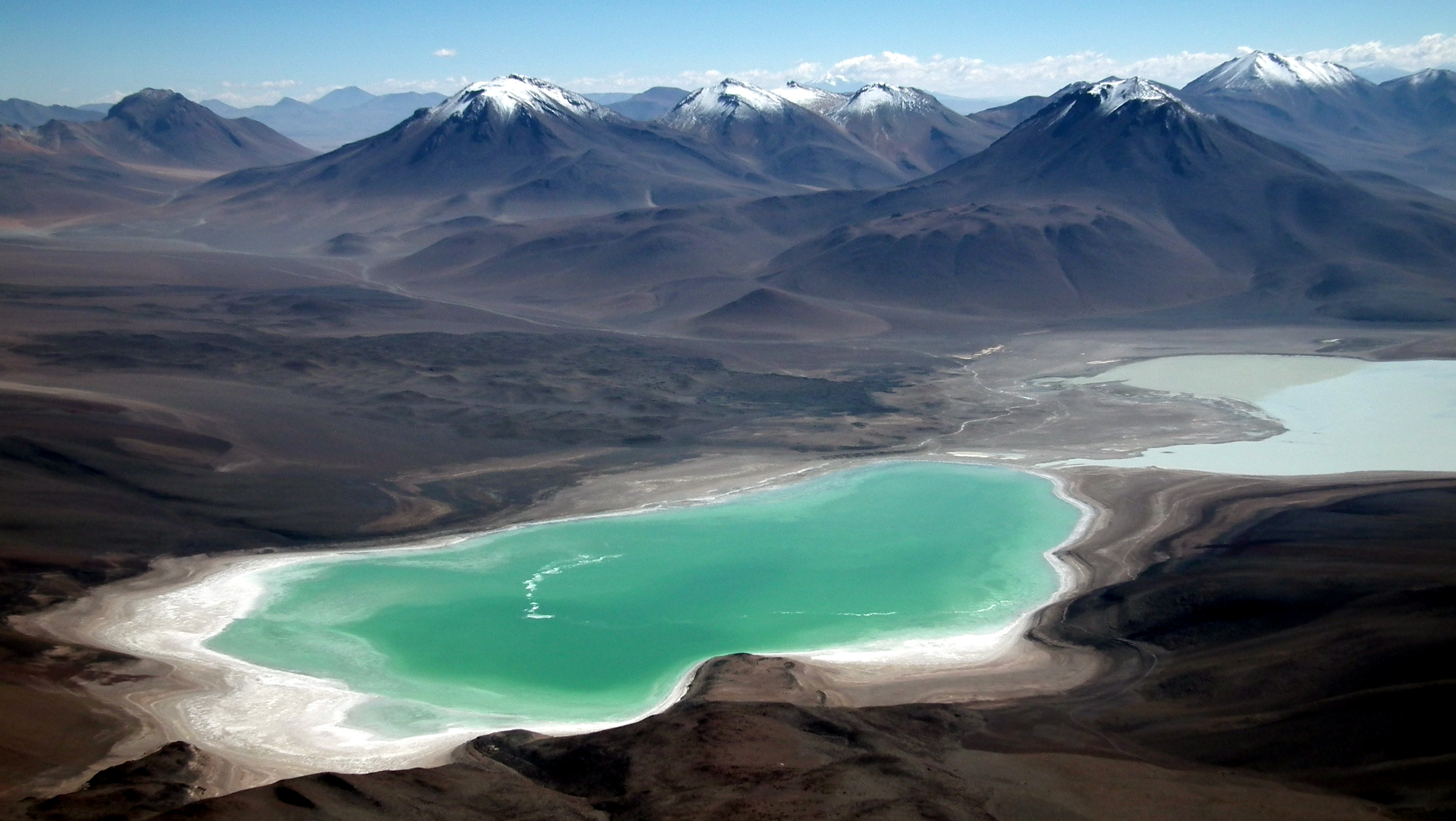
La laguna verde vista desde la cumbre del volcán Licancabur.

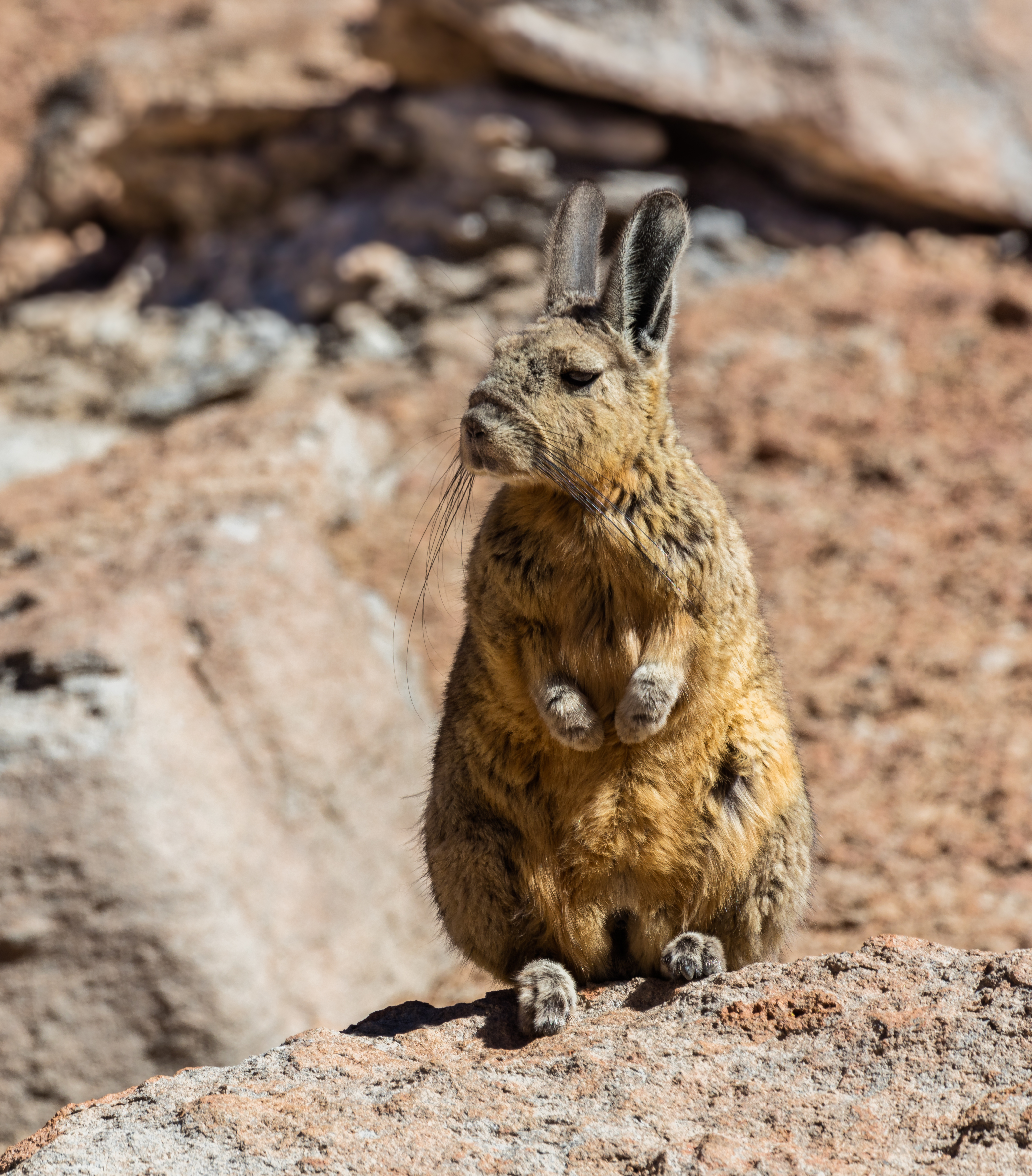
Ejemplar de vizcacha de la sierra (Lagidium viscacia) en el desierto de Siloli.

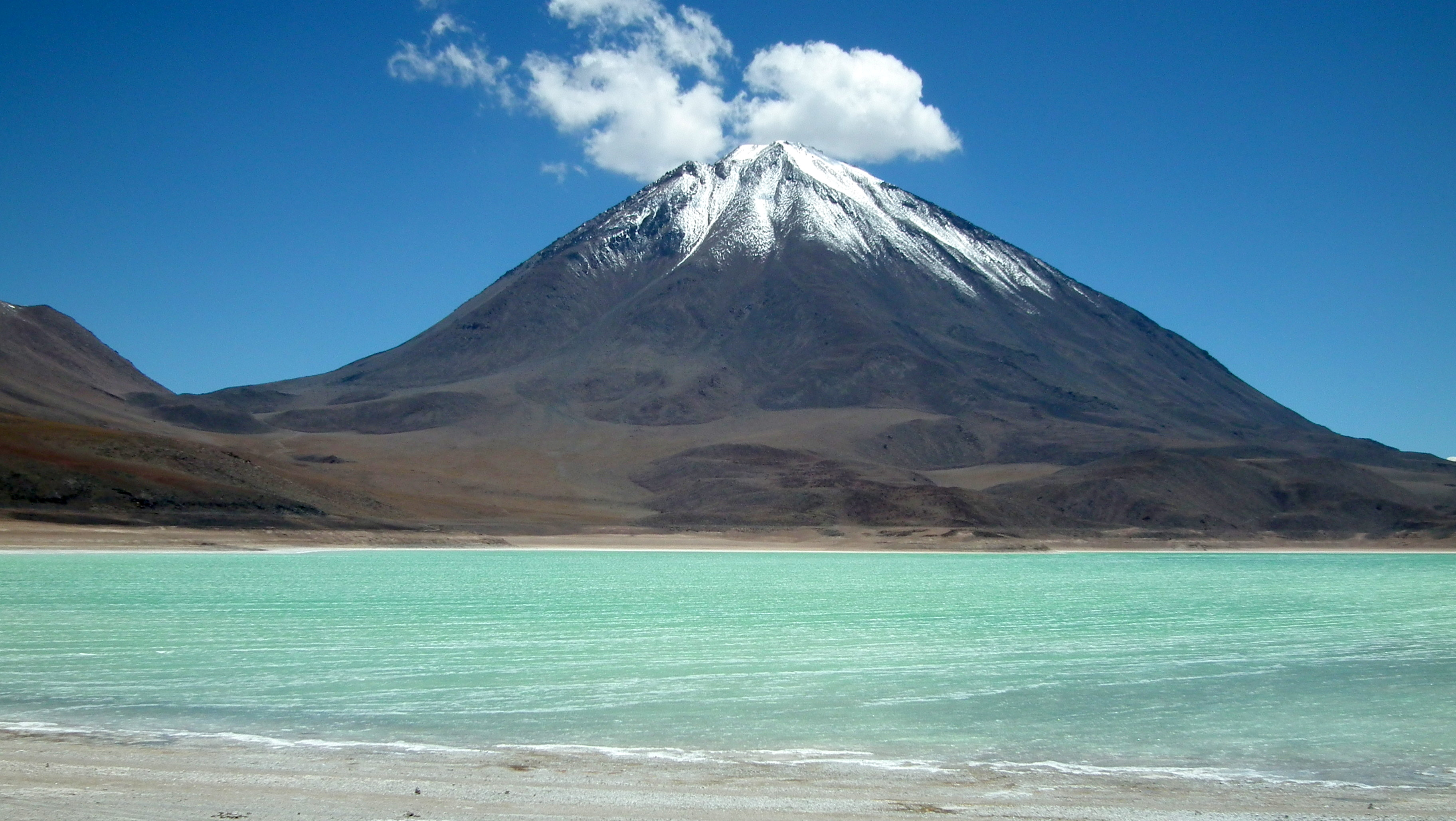
Volcán Licancabur.

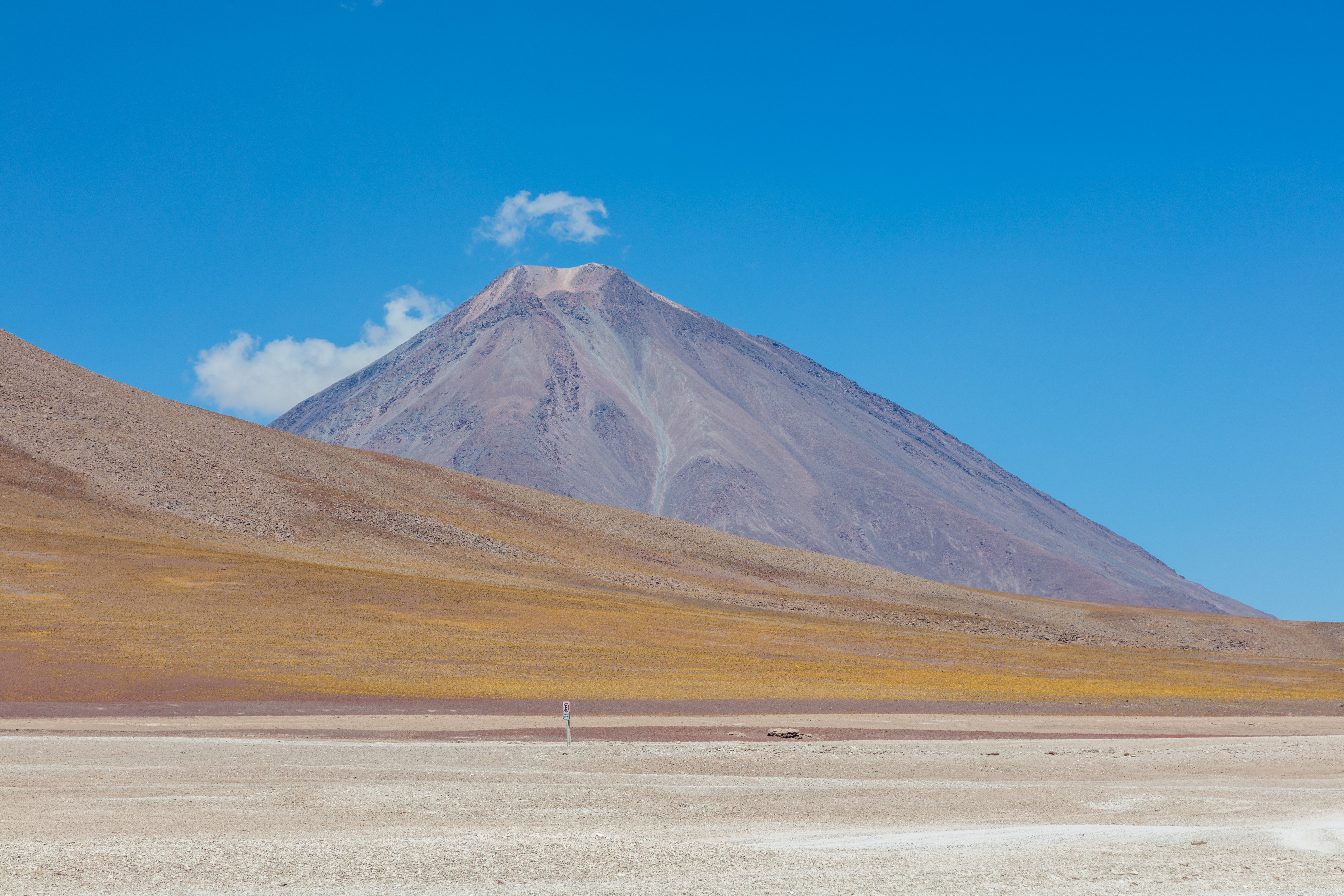
Volcán Sairecabur.

Laguna Colorada.

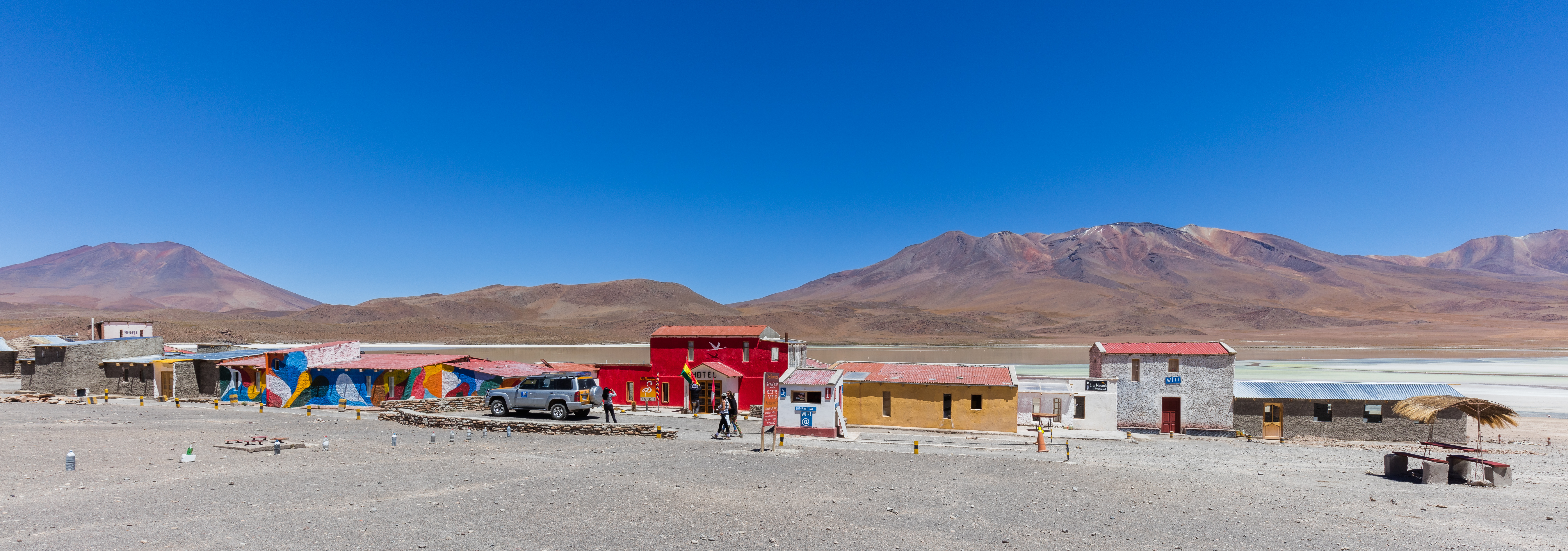
Servicios en la laguna Hedionda.

Laguna Honda.

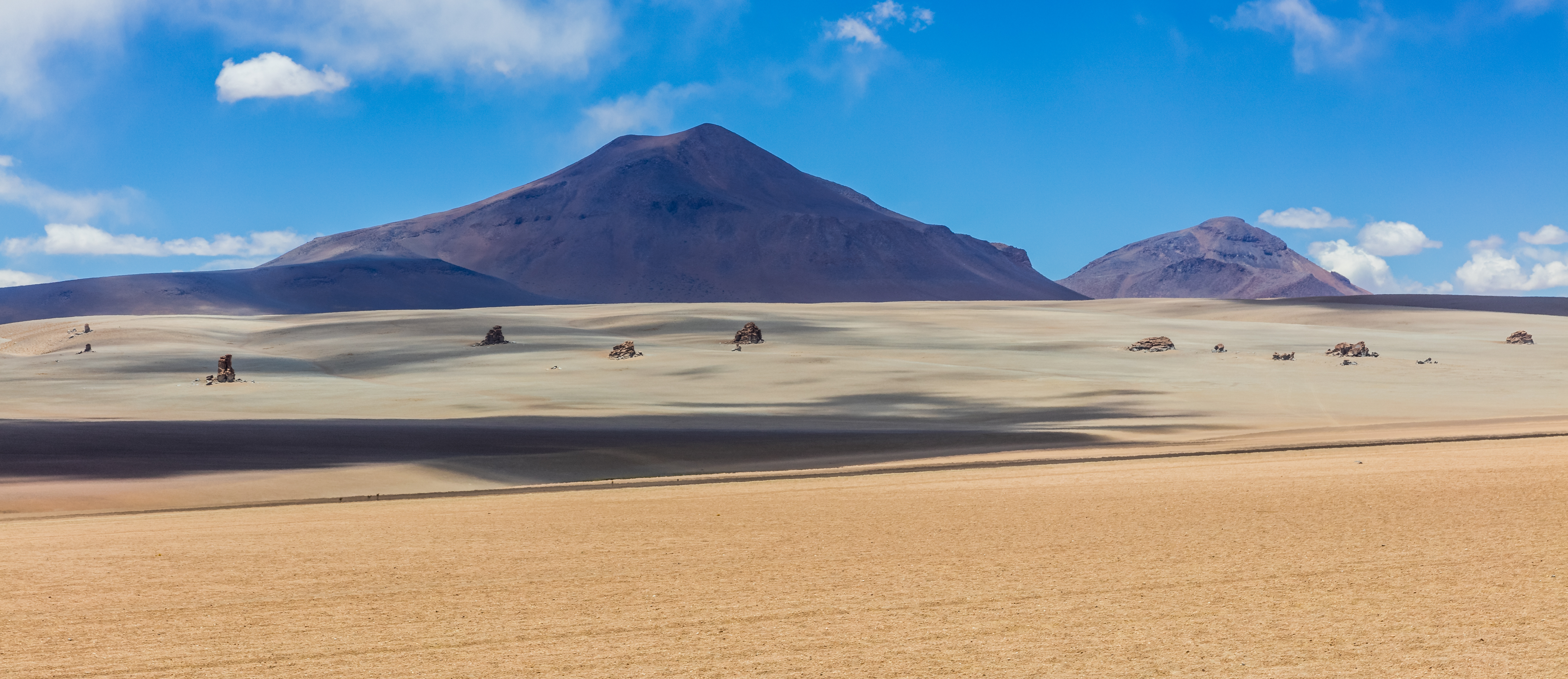
Desierto Salvador Dalí.

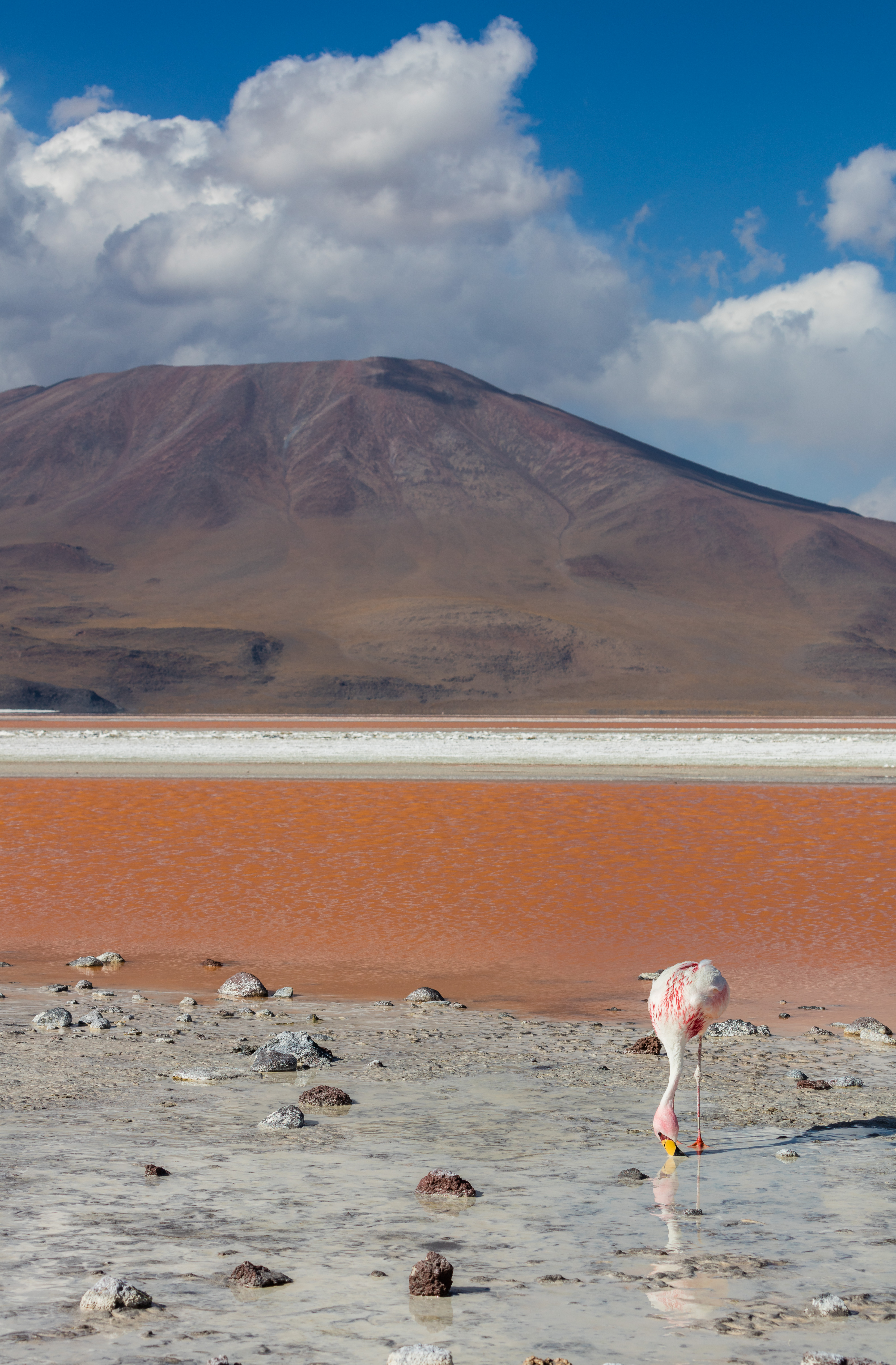
Flamenco andino (Phoenicoparrus andinus), Laguna Colorada.

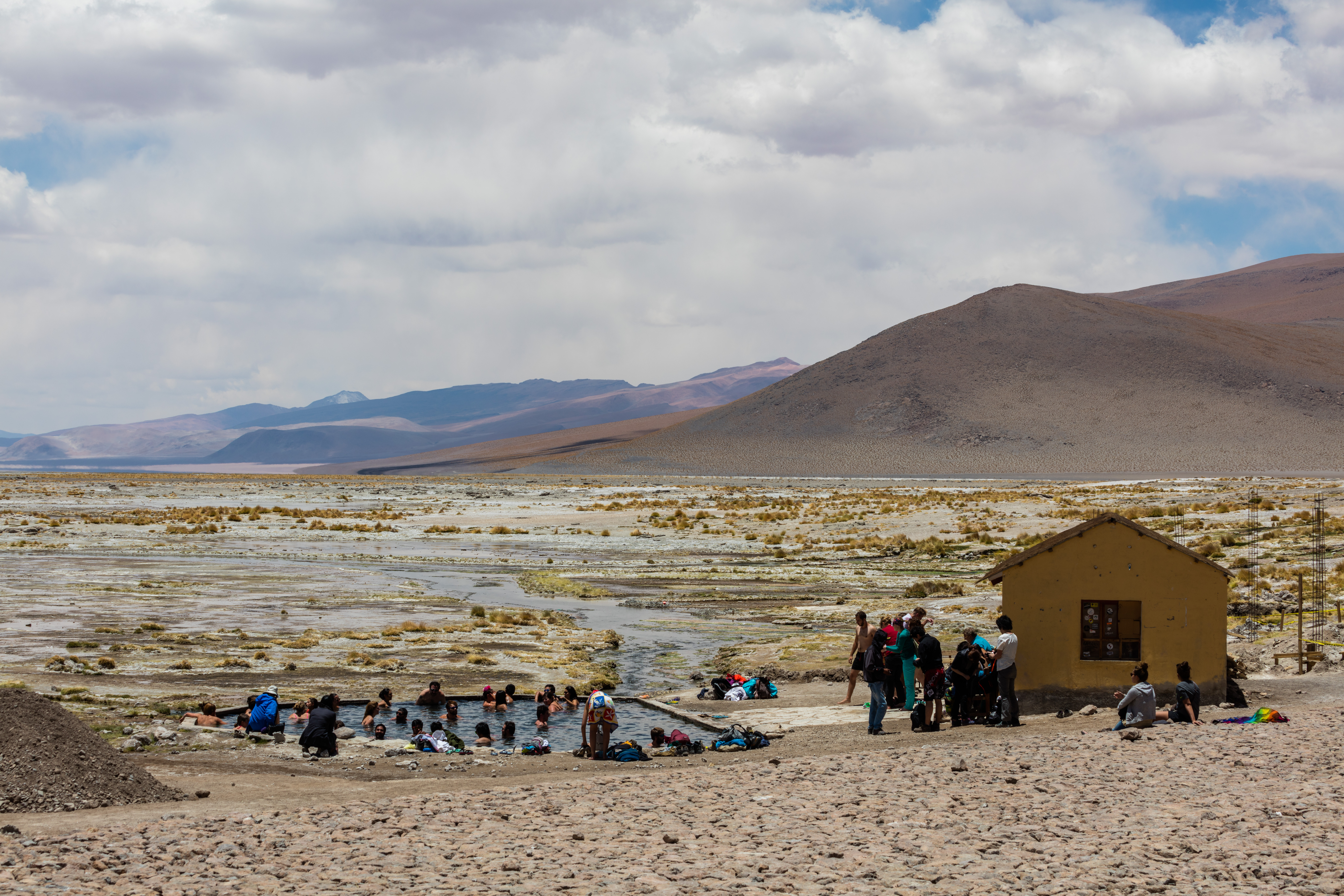
Aguas termales de Polques, al lado de la Laguna Salada.

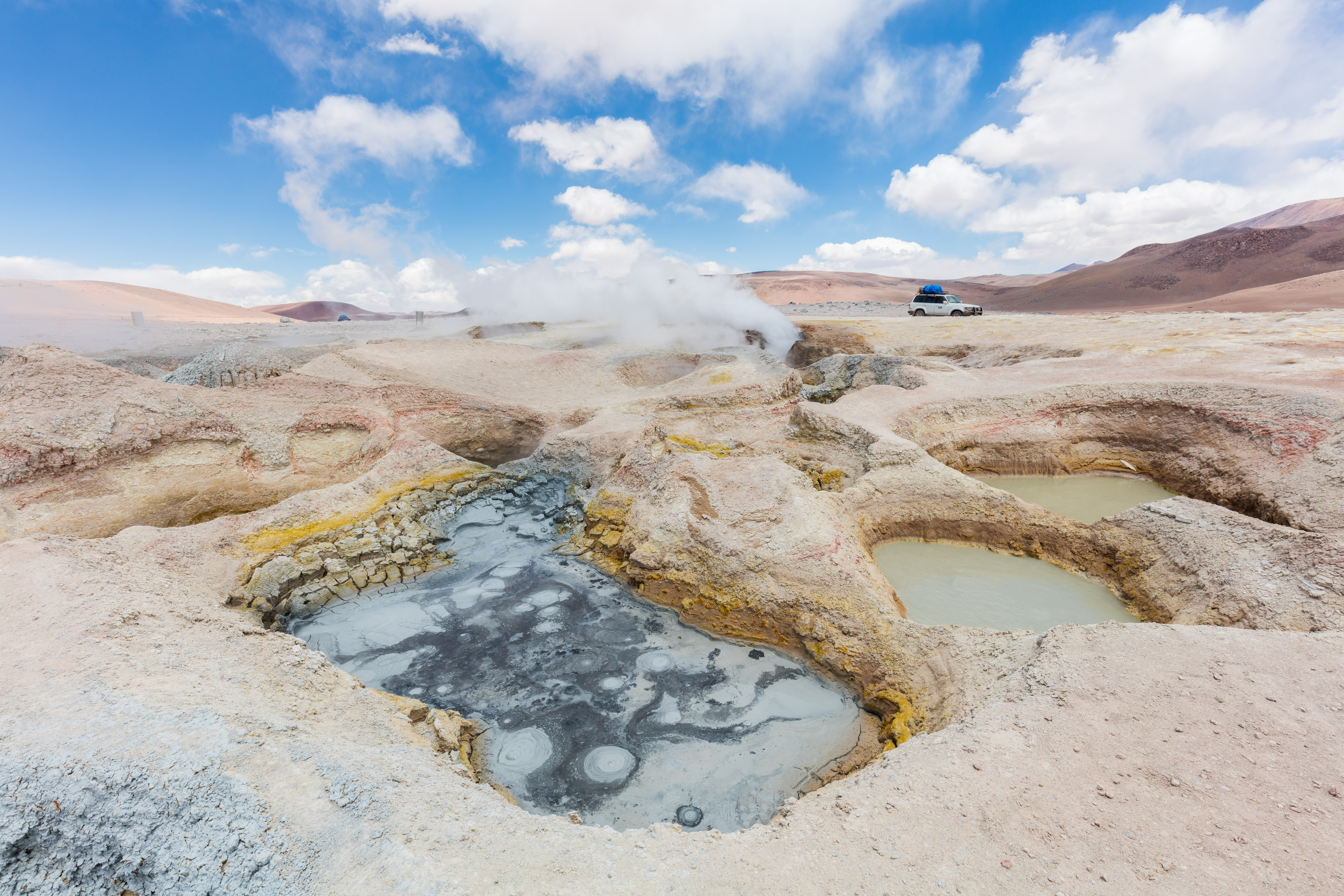
Géiseres Sol de Mañana.

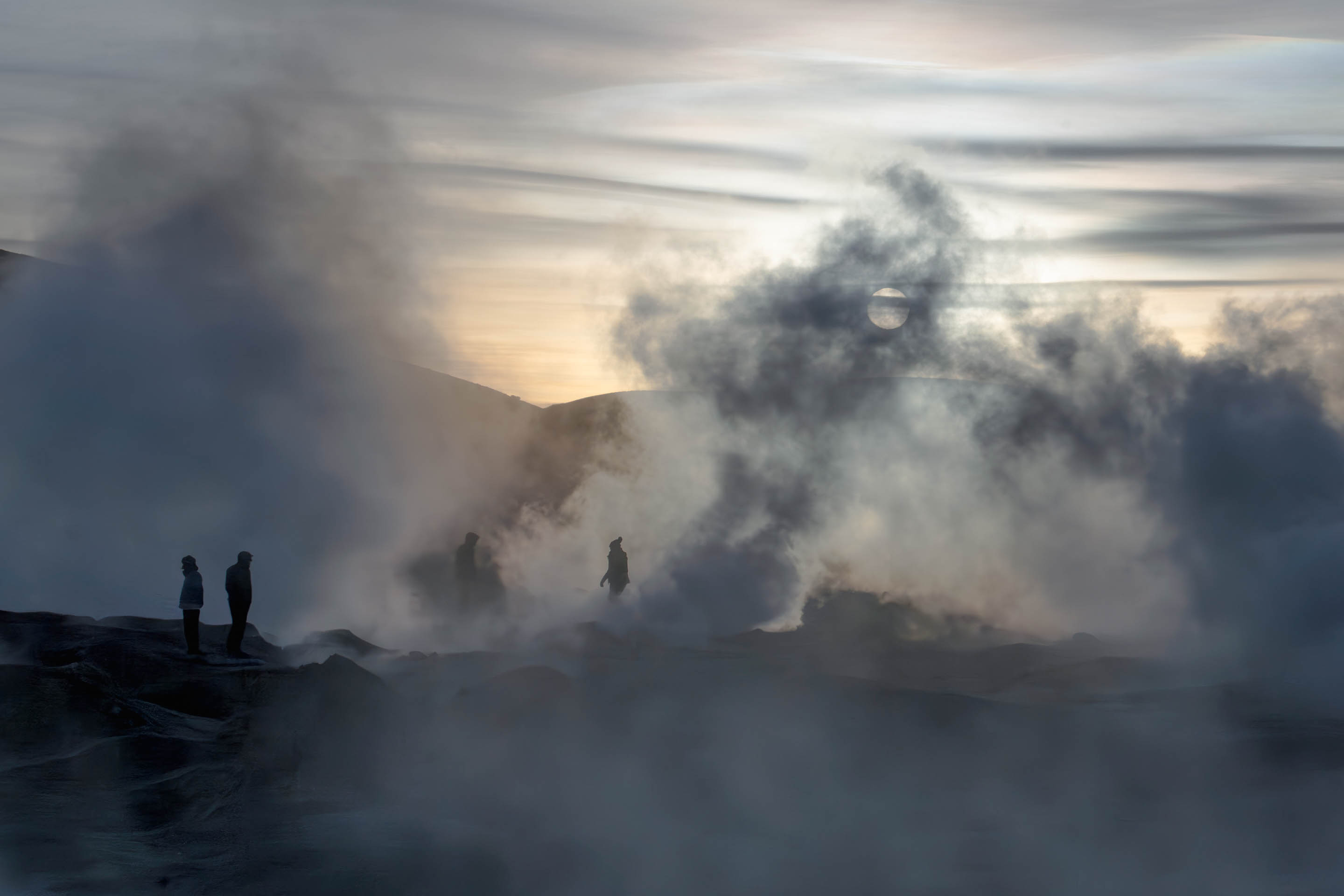
Vista de los géiseres en la reserva.

La Reserva Nacional de Fauna Andina Eduardo Abaroa es un área natural protegida de Bolivia, se encuentra escondida entre las alturas de la Cordillera de los Andes, en el rincón más suroccidental del país, el área protegida más visitada del país, con al menos 40 000 visitantes al año. Lleva el nombre del héroe boliviano Eduardo Avaroa. 
Las montañas de la reserva son las montañas andinas más altas de la frontera de Bolivia con Chile y Argentina. Están salpicadas con volcanes en erupción, fuentes termales, géiseres humeantes y fumarolas.

## Generalidades
Es el área protegida más importante en términos de afluencia turística del departamento de Potosí; fue creada mediante Decreto Supremo (D.S. 11239) de 13 de diciembre de 1973 y ampliada por el D.S. 18313 de 14 de mayo de 1981 y el D.S. 18431 del 26 de junio de 1981. Tiene una superficie de aproximadamente 714 745 ha y se encuentra a una altura entre los 4 200 y 5 400 m.s.n.m..
- Clima: el clima en invierno (mayo a agosto) es seco; llueve mayormente durante el verano (diciembre a abril). La temperatura promedio es de 3 °C y la precipitación media anual es de 65 mm. Las temperaturas más bajas se registran durante los meses de mayo, junio y julio.

## Características del área
La reserva se encuentra ubicada en una región con relieve irregular con extensas planicies y mesetas flanqueadas en el oeste por un cordón volcánico, la Cordillera Occidental, cuyo mayor exponente es el volcán Licancabur, y por serranías fuertemente plegadas. La extensa reserva culmina sobre la falda noreste del imponente volcán Licancabur; a dos tercios de altitud de dicha ladera, a 5415 m s. n. m., se encuentra el punto más sudoccidental de Bolivia, en 22°49′41″ de latitud sur y 67°52′35″ de longitud oeste, por donde pasa la línea fronteriza con Chile.
Principales picos montañosos en la reserva:
- Sairecabur - 5 981 m s. n. m., frontera con Chile;
- Putana - 5 776 m s. n. m.;
- Volcán Licancabur - 5 916  m s. n. m., frontera con Chile;
- Piedras Grandes - 5 710 m s. n. m.;
- Chijilla - 5 709 m s. n. m.;
- Callejón Chico - 5 708 m s. n. m.;
- Aguas Calientes - 5 684 m s. n. m.;
- Villama - 5 678 m s. n. m., frontera con Argentina;
- Bravo - 5 656 m s. n. m.;
- Sanabria - 5 654 m s. n. m.;
- Loromayu - 5 641 m s. n. m.;
- Silata Chahuna - 5 640 m s. n. m.;
- Juriques - 5 626 m s. n. m., frontera con Chile;
- Poderosa - 5 614 m s. n. m.;
- Quebrada Honda - 5 593 m.s.n.m.m;
- Guayagues - 5 584 m s. n. m.;
- Cahuna - 5 583 m s. n. m.;
- Huaylla Jarita - 5 578 m s. n. m.;
- Amarillo - 5 560 m.s.n.m.;
- Tres Cumbres - 5 509 m s. n. m.;
- Pabeillón - 5 498 m s. n. m.;
- Aguita Brava - 5 485 m s. n. m.;
- Baratera - 5 484 m s. n. m.;
- Bajo - 5 468 m s. n. m., frontera con Argentina;
- Puripica Chico - 5 464 m s. n. m.;
- Suriphuyo - 5 458 m s. n. m.;
- Panizo - 5 456 m s. n. m.;
- Tinte - 5 384 m s. n. m., frontera con Argentina;
- Brajma - 5 356 m s. n. m.;
- Guacha - 5 340 m s. n. m.;
- Viscachillos - 5 301 m s. n. m.;
- Lagunitas - 5 287 m s. n. m.;
- Michina - 5 287 m s. n. m.;
- Colorado - 5 264 m s. n. m.;
- Sandoncito - 5 252 m s. n. m.;
- Lagunitas - 5 203 m s. n. m.;
- Estrato - 5 193 m s. n. m.;
- Letrato - 5 193 m s. n. m.;
- Chicalin - 5 123 m s. n. m.;
- Cojita - 5 116 m s. n. m.;
- Zapaleri - 5 090 m s. n. m., frontera con Argentina y con Chile;

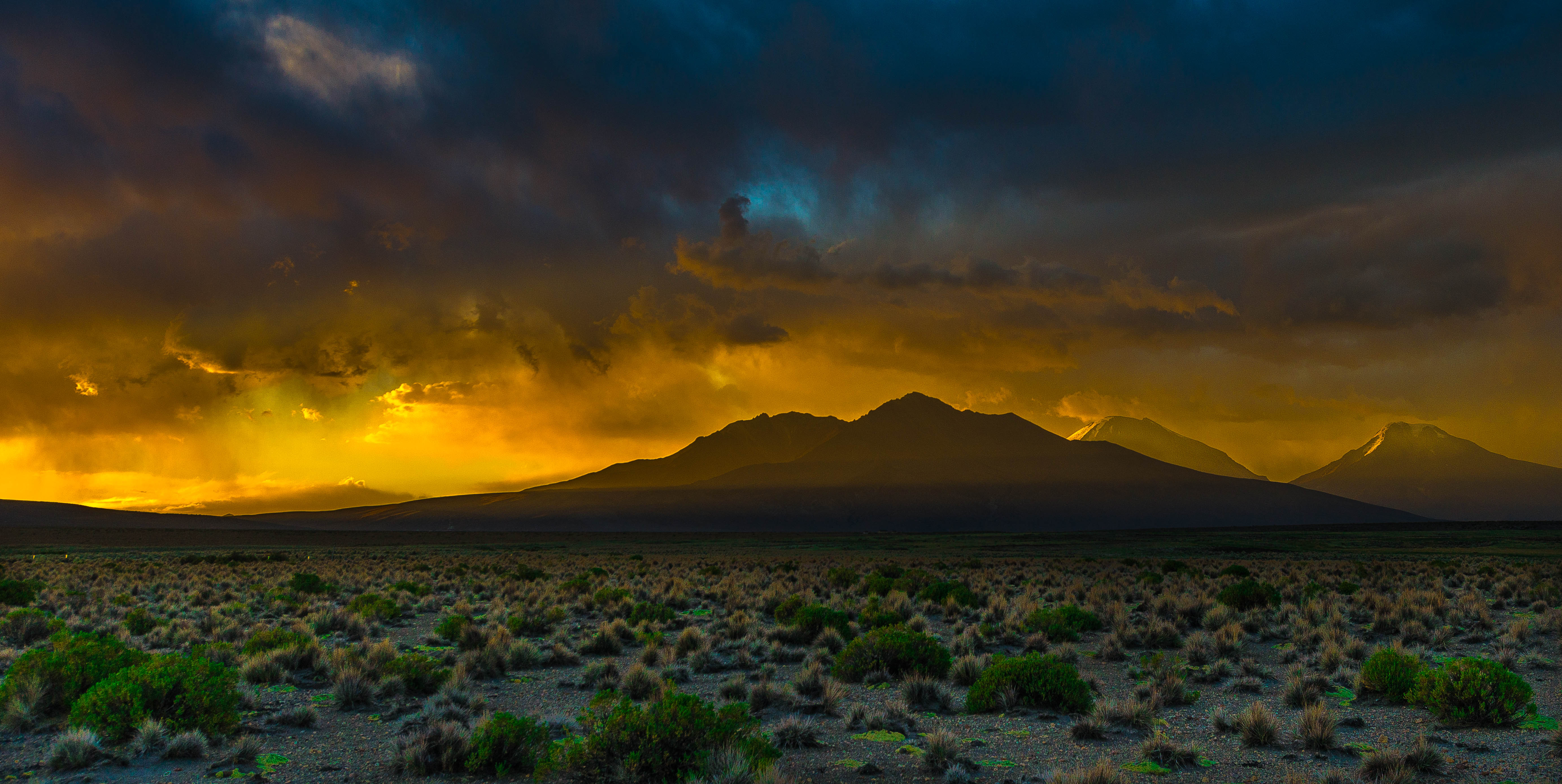
Puesta de sol en la reserva

- Nelli - 5 078 m s. n. m.;
- Linzor - 5 069 m s. n. m.;
- Puntas Negras - 4,963 m s. n. m.;
- Totoral - 4 963 m s. n. m.;
- Cueva Blanca - 4,957 m s. n. m.;
- Chaco Seguro - 4 948 m s. n. m.;
- Puesta de sol en la reservaLoromita - 4 846 m s. n. m.;

## Hidrografía
En la zona se encuentran lagunas o espejos de agua como la Laguna Verde, la Laguna Colorada, la Laguna Salada, próxima  al Salar de Chalviri, la Laguna Busch, la Laguna Hedionda, que tienen su origen en la desecación de paleolagos antiguos, en ríos originados en los deshielos y en algunos casos en manantiales.

## Flora
Existen por lo menos 190 especies de plantas y árboles que crecen en un ambiente extremo. Las especies se han adaptado a las condiciones severas de salinidad, falta de agua dulce, temperaturas bajas y escasez de nutrientes. 
La vegetación está caracterizada por la fuerte presencia de pastizales de gramíneas (paja brava) que en algunas llanuras y laderas forman semicírculos. En sitios de mayor humedad se pueden encontrar plantas de Thola (tholares) y, en ciertas quebradas rocosas (entre 4 300 y 3 700 m s. n. m.), la keñua, asociada en algunos casos a grandes cojines de llareta (Azorella compacta), la cual crece lentamente (1 a 3 mm/año) sobre afloramientos rocosos.
Los habitantes locales la utilizan como combustible para calefacción y cocina.

## Fauna
La fauna se caracteriza por la presencia de especies singulares que se adaptaron a las condiciones extremas de vida de la región, algunas de ellas en peligro de extinción. 
En la reserva se encuentran 80 especies de aves, de las cuales las más representativas son las tres especies de flamencos que habitan en él: el flamenco andino, el flamenco chileno y flamenco de James, uno de sus principales atractivos. También se encuentran gansos andinos, halcones, patos, el ñandú pequeño (ave parecida al avestruz, sin capacidad de volar), además de especies en peligro de extinción como el cóndor andino  la cual se encuentran protegida en la reserva.

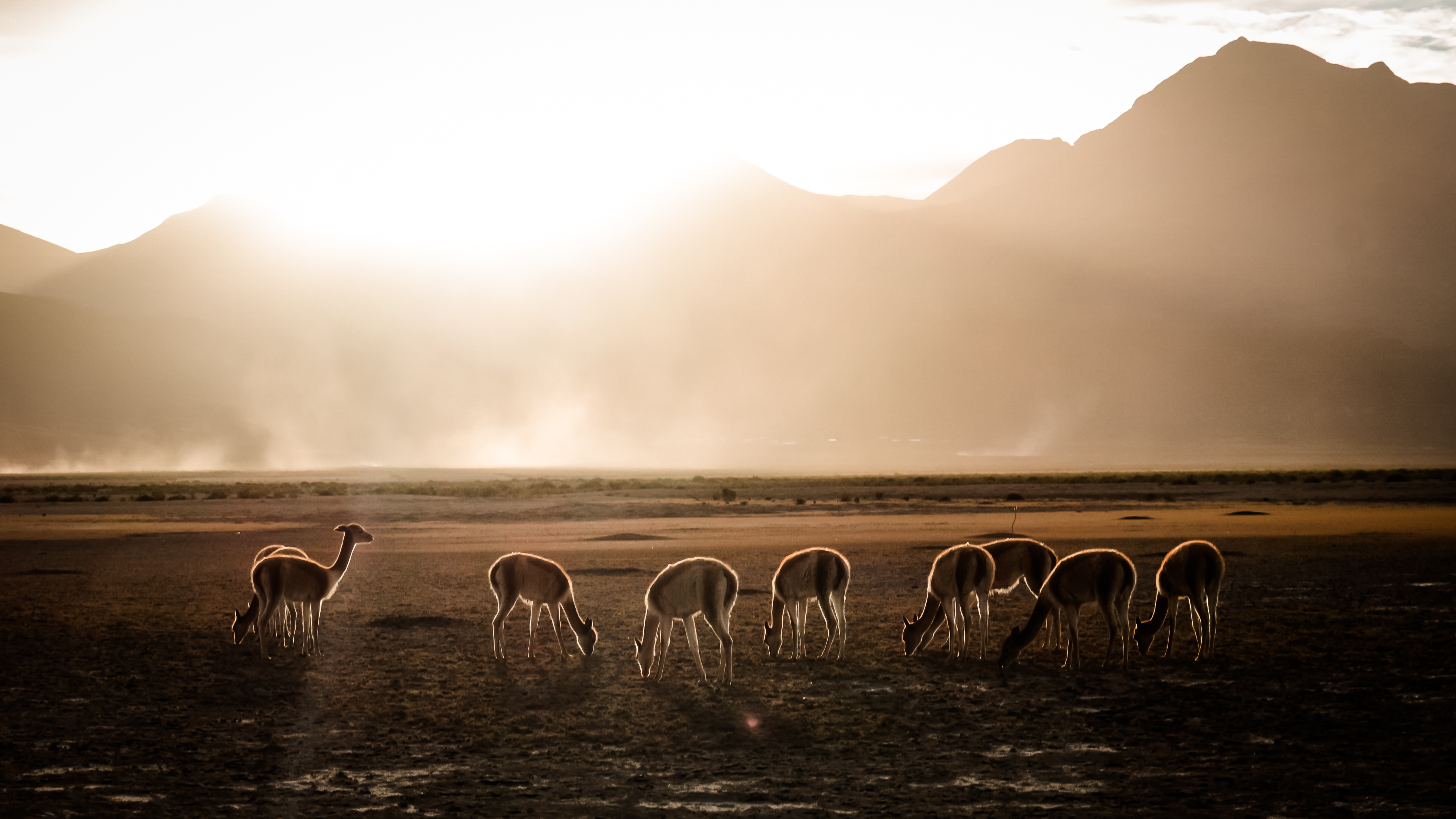
Guanacos en la reserva

También hay 23 especies de mamíferos que prosperan en la reserva entre los que se encuentran: vicuñas, pumas, zorros andinos y vizcachas.

## Amenazas
La Reserva Eduardo Abaroa es una de las regiones bolivianas con mayor depresión desde el punto de vista económico, debido a su topografía escarpada y su ubicación remota. La belleza de la reserva atrae un gran número de turistas; sin embargo, este turismo se encuentra mayormente sin regular y desorganizado. La mayoría de los 40 000 visitantes que hacen el largo viaje hasta la Reserva Eduardo Abaroa cada año recorren el parque en vehículos con tracción en las cuatro ruedas, manejados, en algunos casos, por guías turísticos sin capacitación apropiada. La reserva cuenta con un Reglamento de Operación Turística específico. 
Estos vehículos perturban la vida silvestre y destruyen paisajes sensibles. La falta de baños contribuye a la contaminación causada por desechos humanos, que afecta a la reserva.
La minería y las prácticas granjeras inadecuadas también plantean problemas para los valores biológicos, ecológicos e históricos del área. La minería es una industria importante en el parque y sus zonas aledañas, con unas 61 concesiones mineras activas dentro de los límites de la reserva. Tanto la contaminación proveniente del vertido de las minas como la alteración física del paisaje afectan la integridad de la reserva.